# Karl Ludwig Albrecht
Pour les articles homonymes, voir Albrecht.
Karl Ludwig Albrecht, né le 1er octobre 1834 à Leipzig, et mort à une date inconnue, est un sculpteur saxon.

## Biographie
Karl Ludwig Albrecht est né le 1er octobre 1834 à Leipzig. Il apprend les rudiments de la sculpture de Knaur. Par la suite, il va à l'académie des arts de Leipzig, plus tard il peaufine ses compétences en étudiant les œuvres de Rietschel et Hanel. Ses deux premières œuvres, un Bacchus et un Gambrinus, connaissent un tel succès que les copies de terre cuite prolifèrent. Il exécute aussi de nombreuses statuettes destinées à être reproduites en argent.